# Вежа Гардош
Вежа Гардош — меморіальна вежа у Белграді, столиці Сербії. Розташована в міському районі Земун. Побудована і офіційно відкрита владою Австро-Угорщини 20 серпня 1896 року на честь тисячоліття угорських поселень на Середньодунайській низовині.

## Історія
Вежа була побудована у рамках масштабної компанії, в ході якої, окрім будівництва у Будапешті, було зведено шість «веж тисячоліття», присвячених тисячоліттю існування угорських поселень на цих територіях. Дві вежі, присвячені цій річниці, було споруджено в Угорщині, в містах Опустасер і Панонхалм, дві у нинішній Словаччині в містах Нітра і Девін, одна в Україні, поблизу міста Мукачево, одна в Румунії, біля Барошева і сьома вежа — в Земун кула.
У Земуні — на той момент самому південному місті Угорщини в Австро-Угорщині, вежу було побудовано на руїнах середньовічної фортеці Таурунум на пагорбі Гардош, від якої збереглися тільки кутові вежі і фрагменти стін. Вежа була побудована як поєднання різних стилів, в основному під впливом римських елементів. Будучи чудовою оглядовою точкою, вона використовувалася пожежниками Земуна впродовж багатьох десятиліть.
Сьогодні вежа більше відома на ім'я Янко Сибінянина (Яноша Гуньяді), який насправді помер у старій фортеці за чотири з половиною століття до спорудження вежі.

## Назви вежі
Вежа відома як:
- Вежа Гардош або Вежа на Гардоші
- Вежа Тисячоліття або Вежа Міленіум
- Вежа Янко Сибінянина (Янош Гуньяді)

## Фототека

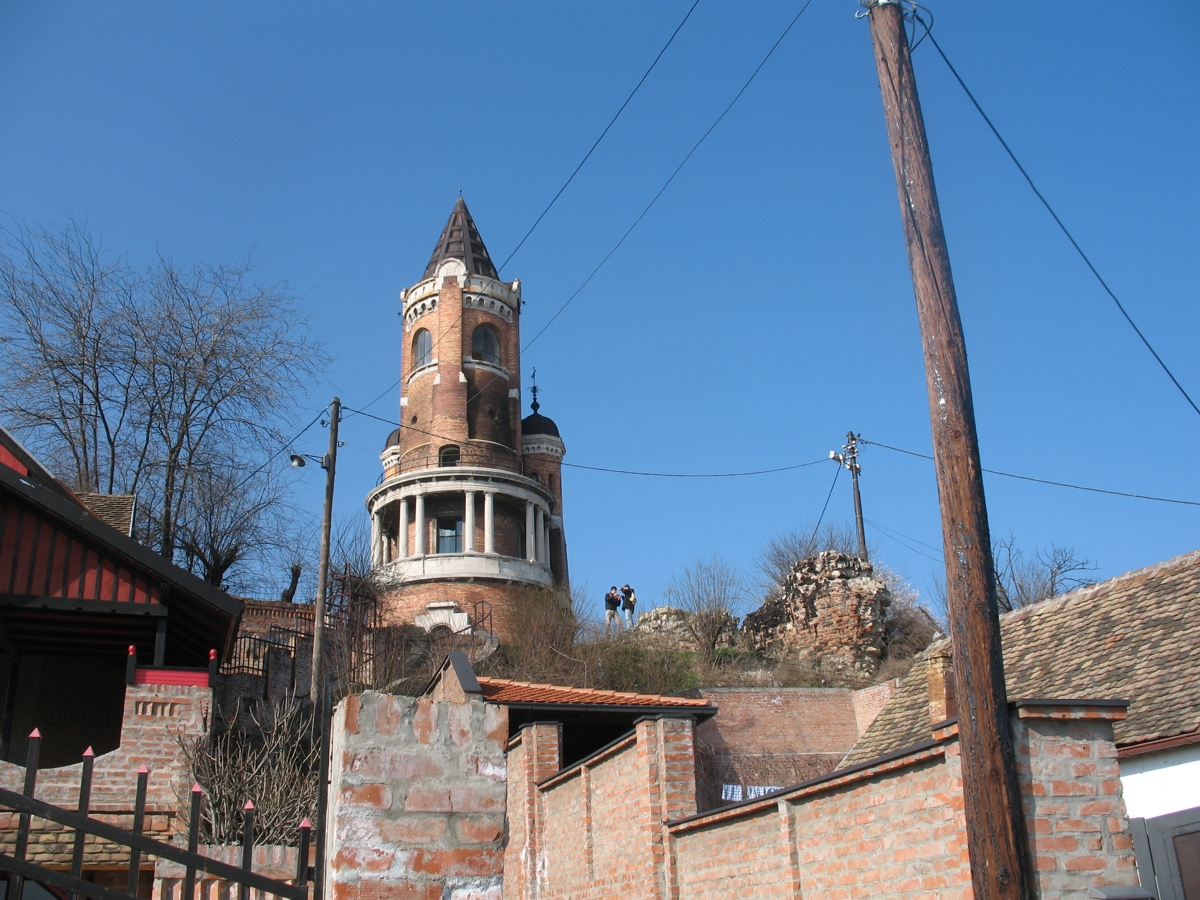
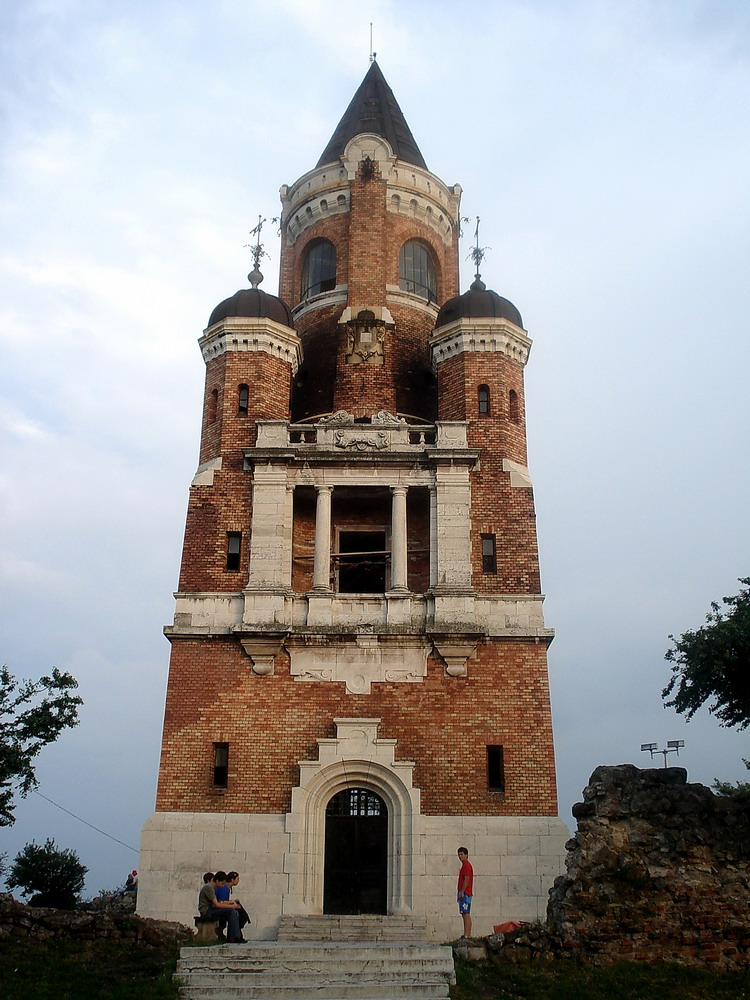
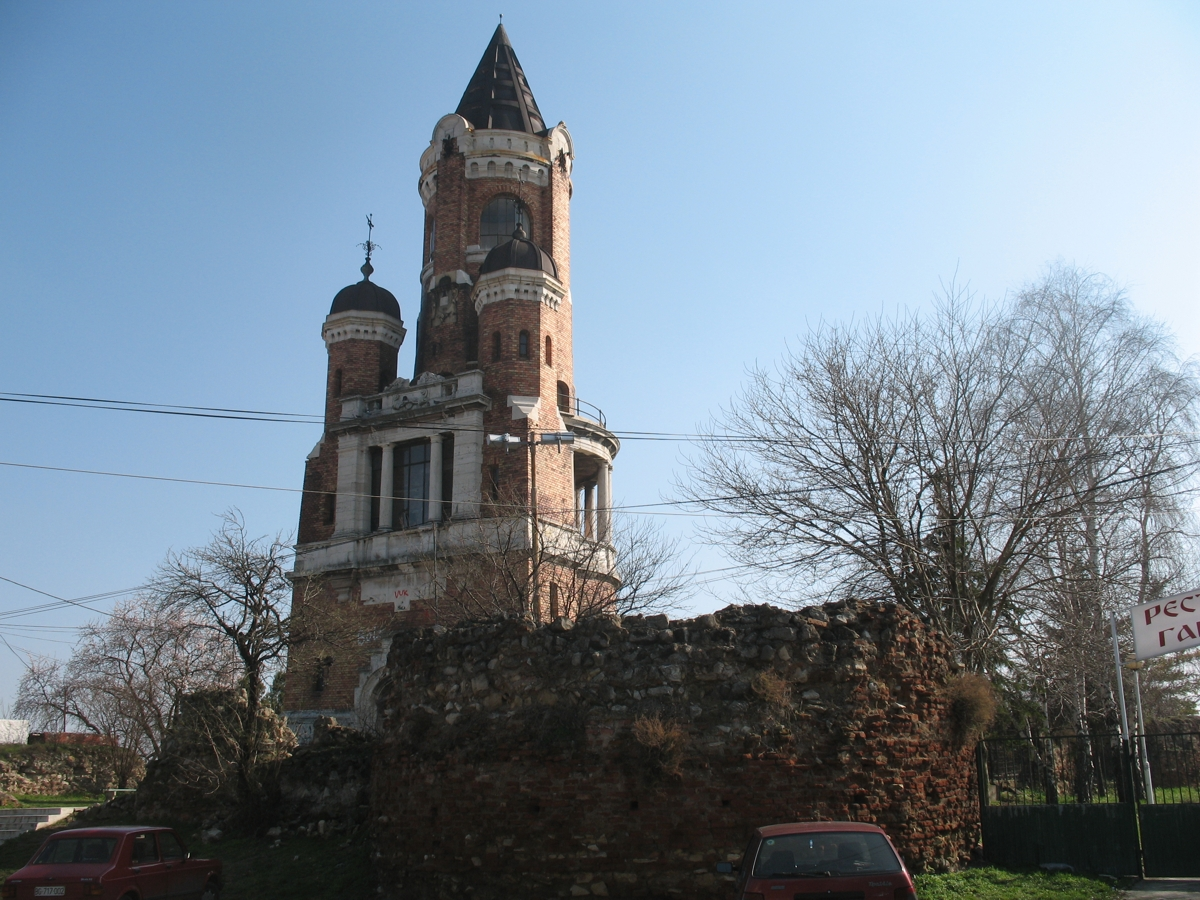
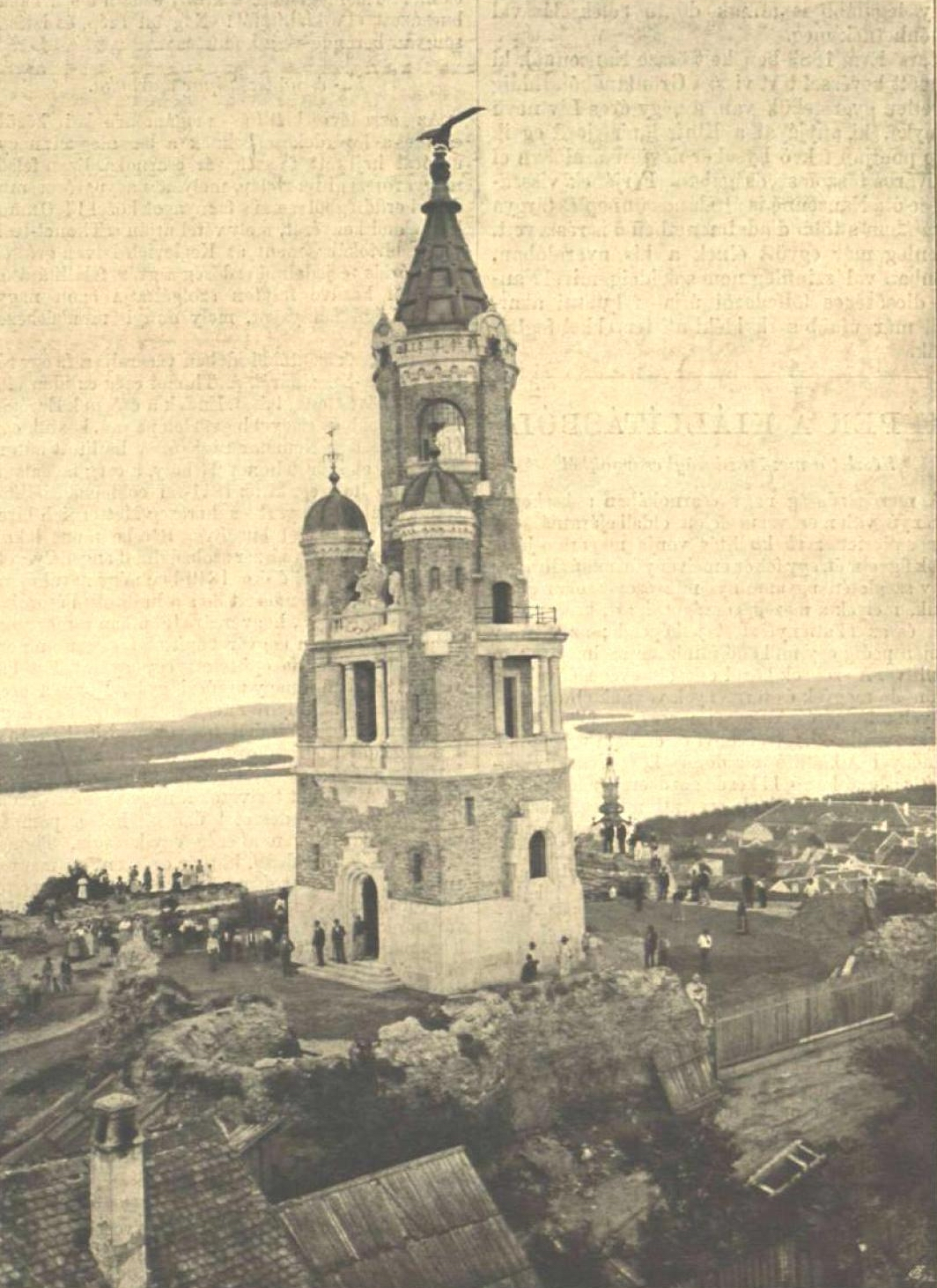
Вежа Тисячоліття. Світлину зроблено у день відкриття, 1896.
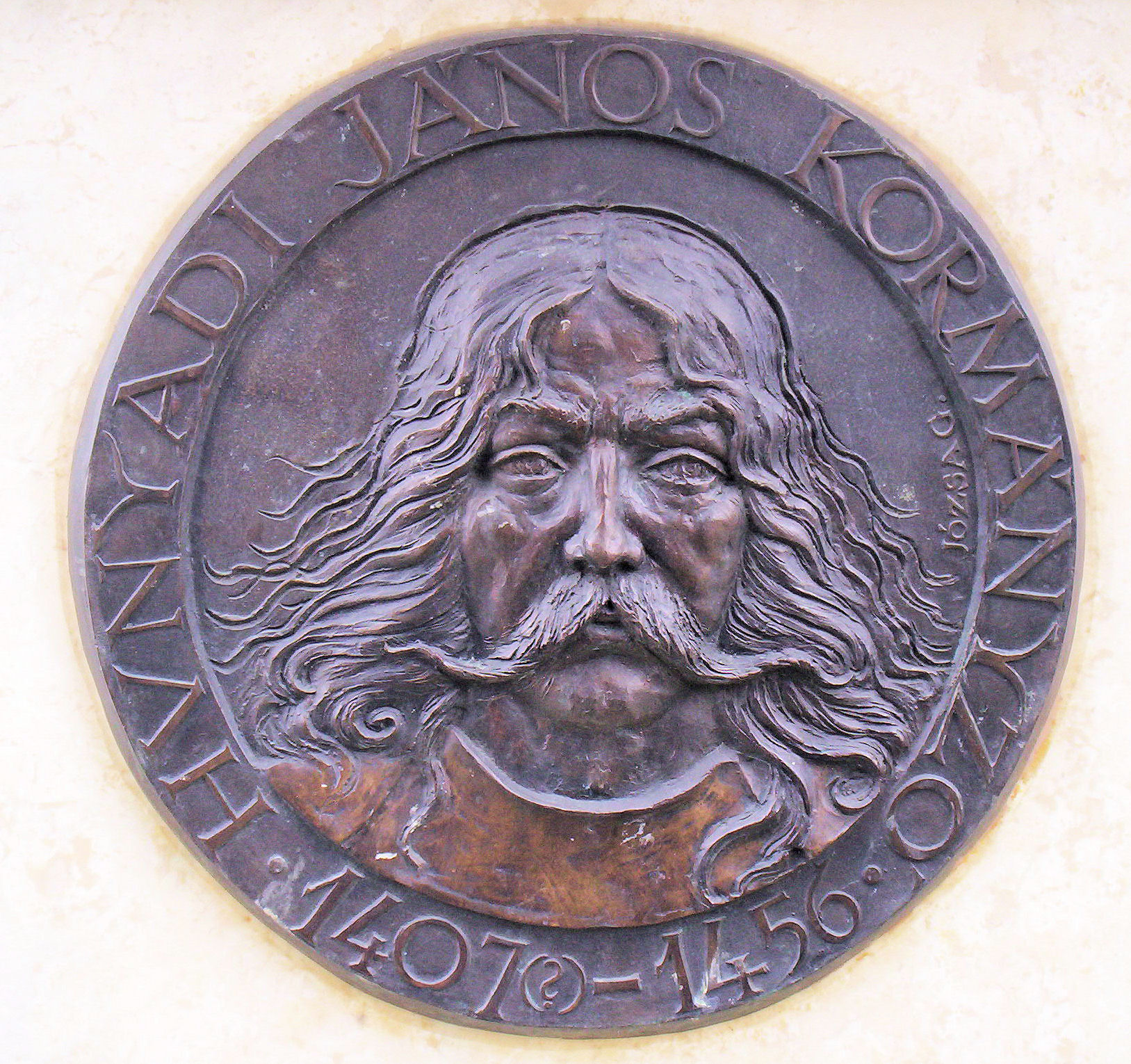
Янош Гуньяді 1407—1456

### Ресурси Інтернету
- Вікісховище має мультимедійні дані за темою: Вежа Гардош
- Beogradske priče, Gardoš: Novo ruho za staru damu [Архівовано 27 лютого 2018 у Wayback Machine.]
- 3d model i renderi tornja nazvanog «Milenijumska Kula» u Zemunu na Gardošu.